# کرچیمیر شولجاک
کرچیمیر شولجاک (انگلیسی: Krešimir Čuljak؛ زادهٔ ۱۸ سپتامبر ۱۹۷۰) قایقران روئینگ اهل کرواسی است.